# Les linceuls
Les linceuls és una pel·lícula de terror corporal del 2024 escrita i dirigida per David Cronenberg, i protagonitzada per Diane Kruger, Vincent Cassel, Guy Pearce i Sandrine Holt. Es va estrenar a la secció competitiva del 77è Festival Internacional de Cinema de Canes el 20 de maig de 2024, i es va projectar al Festival Internacional de Cinema de Toronto el 5 de setembre de 2024.

## Argument
Karsh, de 50 anys, és un home de negocis d'èxit. Inconsolable des de la mort de la seva esposa, inventa GraveTech, una tecnologia revolucionària i controvertida que permet als vius controlar els cadàvers dels seus estimats difunts mentre es descomponen als seus sudaris. Una nit, diverses tombes, inclosa la de la seva esposa, són profanades. Karsh es proposa localitzar-ne els autors.

## Producció
El concepte de l'obra es va plantejar en un primer moment com una sèrie de televisió per a Netflix, i Cronenberg en va escriure dos episodis abans que el projecte fos finalment cancel·lat. Saïd Ben Saïd i Martin Katz van produir la pel·lícula per a Prospero Pictures i SBS International juntament amb el coproductor Steve Solomos. El director de fotografia Douglas Koch va treballar al costat del director d'art Jason Clarke, la dissenyadora de producció Carol Spier i la dissenyadora de vestuari Anne Dixon.
En una entrevista, Cronenberg va descriure la pel·lícula com a molt «personal» i «autobiogràfica», atès que està directament inspirada en el seu propi dolor per la pèrdua de la seva esposa, Carolyn, que va morir el 2017.
El projecte es va anunciar per primera vegada el maig de 2022, amb Vincent Cassel en el paper principal. El setembre de 2022, Léa Seydoux es va unir al projecte. L'abril de 2023, Diane Kruger va substituir Seydoux i Guy Pearce i Sandrine Holt es va unir al repartiment. El rodatge va començar el 8 de maig de 2023 a Toronto, i es va allargar fins al 19 de juny de 2023.